# 梅尔热
梅尔热（法語：Mergey，法語發音：[mɛʁʒɛ]）是法国奥布省的一个市镇，属于特鲁瓦区。

## 地理
梅尔热（48°23'8"N, 4°0'16"E）面积15.01 平方千米，位于法国大東部大區奥布省，该省份为法国中北部省份，北起马恩省，西接塞纳-马恩省，西南至约讷省，东南至科多尔省，东临上马恩省。
与梅尔热接壤的市镇（或旧市镇、城区）包括：欧布泰尔、沙佩勒瓦隆、弗日、潘镇、塞纳河畔圣伯努瓦、圣利耶、维拉塞夫。

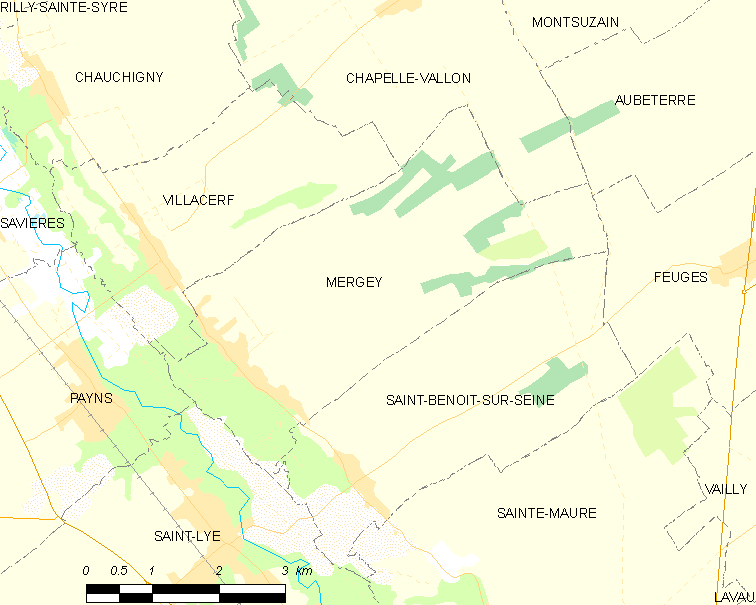
梅尔热的OSM定位图

梅尔热的时区为UTC+01:00、UTC+02:00（夏令时）。

## 行政
梅尔热的邮政编码为10600，INSEE市镇编码为10230。

## 政治
梅尔热所属的省级选区为特鲁瓦附近克勒内县。

## 人口

1962-2008年间梅尔热人口变化图示

梅尔热于2022年1月1日时的人口数量为663人。